# Младен Иванов
Младен Иванов е български общественик, участник в акцията по спасяването на българските евреи.

## Биография
Роден е на 22 януари 1923 г. Познат е като „Защитникът на гетото“. Домът му винаги е отворен за евреите. Много хора намират временен подслон в него. Често защитава лично евреите от атаки и се грижи за тези, които са избягали от трудовите лагери. Изготвя фалшиви лични документи и поддържа връзка с тези, които се крият. През 1943 г. е арестуван и изправен пред военен съд заради фалшифицирането на документи, даващи възможност на еврейките да живеят в София. След войната, Иванов се жени за еврейка и емигрират в Израел. На 11 февруари 1991 г. израелската комисия към Държавния институт „Яд Вашем“ го провъзгласява за „Праведник на света“. Умира на 6 март 2012 г.